# Космос: персональное путешествие
«Космос: персональное путешествие» (англ. Cosmos: A Personal Voyage) — документальный научно-популярный сериал, написанный Карлом Саганом, Энн Друян и Стивеном Сотером, в котором Саган выступил ведущим. Сериал состоит из тринадцати эпизодов, посвященных различным научным темам от происхождения жизни до места человечества во Вселенной.
Изначально сериал транслировался на канале PBS в 1980 году. В дополнение к сериалу была выпущена книга «Космос» (1980).
В 1989 году права на сериал были выкуплены Turner Home Entertainment. Для показа на телевидении часовые эпизоды были сокращены, и в дополнение были отсняты эпилоги к эпизодам, в которых Саган рассказывал о новых открытиях, совершенных с момента показа оригинального сериала. Также был включен четырнадцатый эпизод, состоящий из часового интервью Теда Тёрнера и Карла Сагана.

## Эпизоды

### Эпизод 1: На берегах космического океана (The Shores of the Cosmic Ocean)
1. Вступление от Энн Друян
  - Об окончании Холодной войны
2. Вступление
3. Космос
  - Введение
  - Саган запускает Космический корабль воображения (семя одуванчика)...
4. Полёт через вселенную
  - ...к сотне миллиардов галактик...
  - Где мы находимся (Местная группа), световые годы
5. Галактический полёт
  - ...к триллионам звёзд, M31...
6. Звездный полёт
  - ..к Млечному Пути, шаровым звёздным скоплениям, пульсарам ...
  - ..к обитаемой экзопланете, Туманность Ориона...
7. Полёт через Солнечную систему
  - ..к жёлтой звезде, девяти планетам, десяткам спутников, тысячам астероидов, миллиардам комет и полёт через Долины Маринер
8. Планета Земля
  - Эратосфен и окружность Земли
9. Александрийская библиотека
  - Сегодняшняя Александрия в Египте
  - Древняя Александрийская библиотека
10. Научные эпохи
11. Космический календарь
  - Космический календарь: от зарождения вселенной до появления людей
12. Заключение

### Эпизод 2: Один голос в космической фуге (One Voice in the Cosmic Fugue)
1. Вступление
2. Космическая материя
3. Хэйкэ краб
  - История о том, как искусственный отбор сформировал крабов Хэйкэ, напоминающих самурайских войнов
4. Искусственный отбор
5. Естественный отбор
  - Эволюция через естественный отбор
6. Часовщик
  - Разумный замысел
7. Космический календарь
  - Развитие жизни на Космическом календаре и Кембрийский взрыв
  - ДНК и его функции в росте, репликации и восстановлении; мутации
8. Эволюция
  - Анимированная эволюция, от микробов до человека
9. Сады Кью - ДНК
  - Путешествие в клеточное ядро
10. Эксперимент Миллера — Юри
  - Типичная биохимия земных организмов
  - Создание живых молекул в лабораторных условиях; Эксперимент Миллера — Юри
11. Внеземная жизнь
  - Гипотезы о существовании жизни в атмосфере Юпитера
12. Дополнение к Космосу 10 лет спустя
  - РНК может контролировать химические реакции и репродуцироваться.
  - На кометах содержатся органические молекулы.
  - Мел-палеогеновое вымирание могло быть вызвано кометой.

### Эпизод 3: Гармония миров (The Harmony of the Worlds)
1. Вступление
2. Астрономы против астрологов
  - Астрономия против астрологии
3. Астрология
  - Тщательные наблюдения, туманные суждения и праведное мошенничество.
4. Законы природы
5. Созвездия
  - Созвездия и древняя астрономия
6. Астрономы
  - Церемониальный календарь Анасази
7. Птолемей/Коперник
  - Птолемей и геоцентрическая модель мира
8. Кеплер
  - Иоганн Кеплер …
9. Кеплер и Тихо Браге
  - … и Тихо Браге
10. Законы Кеплера
  - Законы Кеплера
11. Somnium
  - Первая научно-фантастическая книга: Сон Кеплера
12. Заключение

### Эпизод 4: Небеса и преисподняя (Heaven and Hell)
1. Вступление
2. Небеса и преисподняя
3. Тунгусский метеорит
  - Тунгусский метеорит
4. Кометы
  - Состав и происхождение комет
5. Столкновения с Землей
  - Астероиды и ударные кратеры
  - Столкновение с Луной, описанное кентерберийскими монахами в 1178 (Джордано Бруно (лунный кратер))
6. Эволюция планет
7. Венера
  - Спорные гипотезы Иммануила Великовского
  - Венера в вымыслах и фактах
8. Спуск на Венеру
  - Спускаемые аппараты на Венере
9. Изменения
  - Влияние человечества на окружающую среду
10. Гибель миров
  - Венера как пример парникового эффекта
11. Заключение
12. Дополнение к Космосу 10 лет спустя
  - Адские условия на Венере как напоминание о возрастающем парниковом эффекте

### Эпизод 5: Блюз красной планеты (Blues for a Red Planet)
1. Вступление
2. Марсиане
  - Герберт Уэллс и Война миров
3. Лоуэлл
  - Ложные представления Персиваля Лоуэлла о каналах на Марсе
4. Эдгар Райс Берроуз
  - Барсум (имя, данное марсианам в книгах Эдгара Берроуза)
5. Роберт Годдард
  - Роберт Годдард и создание ранних ракет
6. Обитаемые планеты
  - Дистанционное зондирование
7. Марс
  - Марсианские зонды
8. Программа «Викинг»
  - Зонды «Викинг» и поиск жизни на Марсе
9. Жизнь на Марсе?
  - Работы друга Сагана Вольфа Вишняка
10. Марсианский ровер
  - Предложение Политехнического института Ренсселира
11. Терраформирование Марса
  - Возможности терраформирования и колонизации Марса
12. Дополнение к Космосу 10 лет спустя
  - Значение Марса в понимании окружающей среды на Земле
  - Пилотируемый полёт на Марс

### Эпизод 6: Приключения путешественников (Travellers' Tales)
1. Вступление
2. Вояджер, JPL
  - Зонды Вояджер
3. Маршруты путешественников
  - Эра парусных судов
4. Голландский Ренессанс
  - Голландия 17-го века
  - Преследование Галилея Католической Церковью за гелиоцентрические взгляды
5. Гюйгенс
  - Работы Константейна Гюйгенса, Христиана Гюйгенса и их современников
6. Гюйгенс - заключение
  - Открытия Гюйгенса
7. Рассказы путешественников
  - Преувеличения прошлого
8. Система Юпитера
  - Зонды Вояджер (первые снимки Юпитера...
9. Европа и Ио
  - ...и его спутников)
10. Лог Вояджера
11. Сатурн и Титан
  - Сатурн и его спутники, включая Титан
12. Дополнение к Космосу 10 лет спустя
  - Реконструкция миров, исследованных Вояджером, с помощью обработки снимков
  - Последние снимки Вояджера Солнечной системы
  - Pale Blue Dot

### Эпизод 7: Хребет ночи (The Backbone of Night)
1. Вступление
2. Чем являются звёзды?
  - Детство Сагана в Бруклине
3. Школа в Бруклине
4. Звёздная мифология
  - Осознание того, что звезды являются далёкими солнцами; мифические представления бушменов и древних греков о Млечном Пути
5. Учёные Древней Греции
  - История древней Ионии, Фалес Милетский
  - Тиран Поликрат
6. Процветание науки
  - Опыты Анаксимандра для определения времени и сезонов, Эмпедокл Акрагантский
7. Демокрит
  - Ионийские философы: Демокрит...
8. Пифагор
  - ...Пифагор, Анаксагор
9. Платон
  - Платон, Аристотель, Аристарх, подавление знаний пифагорейцами
10. Расстояние до звёзд
  - Христиан Гюйгенс
11. Признаки других планет
12. Заключение

### Эпизод 8: Путешествия в пространстве и времени (Journeys in Space and Time)
1. Вступление
2. Созвездия
  - Как созвездия меняются во времени
3. Время и пространство
4. Относительность
  - Скорость света и теория относительности Альберта Эйнштейна
    - замедление времени, красное смещение, синее смещение
5. Леонардо да Винчи
  - Чертежи Леонардо да Винчи
6. Межзвездные путешествия
  - модели космических кораблей, способных путешествовать с околосветовой скоростью
7. Путешествие во времени
  - Путешествие во времени
8. Солнечные системы
  - Происхождение солнечной системы
  - Возможные другие миры
9. Космические временные рамки
  - История жизни
10. Динозавры
11. Необъятность пространства
12. Дополнение к Космосу 10 лет спустя
  - Сверхсветовое движение в романе Сагана Контакт
  - Кип Торн и червоточины

### Эпизод 9: Жизнь звёзд (The Lives of the Stars)
1. Вступление
2. Яблочный пирог
  - Атомы (электроны и атомное ядро)
3. Огромные масштабы
  - Десятичные степени, гугол, гуголплекс, бесконечность
4. Атомы
5. Химические элементы
  - Периодическая система химических элементов
6. Атомное взаимодействие
  - протоны и нейтроны
7. Звёзды и наше Солнце
  - Жизненный цикл звёзд; белые карлики, нейтронные звезды, чёрные дыры
8. Гибель звезд
  - Гибель Солнца и Земли; сверхновые, красные гиганты, пульсары
9. Звёздная материя
  - синтез атомных ядер в звёздах
  - радиоактивность и космические лучи
10. Гравитация в стране чудес
  - Гравитация и её эффекты; гравитационное искривление пространства и времени, гипотезы о червоточинах
11. Дети звёзд
12. Дополнение к Космосу 10 лет спустя
  - сверхновая SN 1987A
  - нейтринная астрономия

### Эпизод 10: Край вечности (The Edge of Forever)
1. Вступление
2. Большой взрыв
  - Происхождение вселенной, теория большого взрыва
3. Астрономические аномалии
  - Столкновения галактик, квазары
4. Галактики
  - Типы галактик
5. Эффект Доплера
  - Эффект Доплера
6. Хьюмасон
  - работы Милтона Хьюмасона
7. Измерения
  - Флатландия, гиперкуб, четвёртое измерение и закрытая вселенная
8. Вселенная
  - Бесконечная вселенная или бог
9. Индия
  - Мифы о сотворении мира, в особенности космология Хинду
10. Осциллирующая вселенная
  - сжимающаяся и расширяющаяся или вечнорасширяющаяся вселенная
11. VLA
  - Очень большой массив в Нью-Мексико, тёмная материя и гипотеза мультивселенной
12. Дополнение к Космосу 10 лет спустя
  - возможно Млечный путь является спиральной галактикой с перемычкой

### Эпизод 11: Постоянство памяти (The Persistence of Memory)
1. Вступление
  - Биты, основные единицы информации
2. Интеллект
  - Разнообразие жизни в океанах
3. Киты
  - Киты и их песни
    - Нарушение коммуникации китов людьми
    - Китобойный промысел
4. Гены и ДНК
  - ДНК и мозг как библиотеки
5. Мозг
  - Структуры человеческого мозга: мозговой ствол, лимбическая система, кора больших полушарий
  - критическая роль лобной доли в долгосрочном планировании
  - нейроны и связи между ними; мозолистое тело
6. Город
  - Эволюция городов и ...
7. Библиотеки
  - ...история библиотек,..
8. Книги
  - ...книг и письма.
9. Компьютеры
  - Развитие компьютеров и спутников, потенциал коллективного интеллекта
10. Другой интеллект
  - Интеллект в других мирах
11. Вояджер
  - Золотая пластинка «Вояджера»
12. Заключение

### Эпизод 12: Галактическая энциклопедия (Encyclopaedia Galactica)
1. Вступление
2. Близкий контакт
  - Похищение супругов Хилл и НЛО
3. Опровержения
4. НЛО
5. Египет Шампольона
  - Перевод египетских иероглифов Жан-Франсуа Шампольоном
6. Иероглифы
7. Розеттский камень
8. SETI
  - SETI как способ коммуникации с внеземными цивилизациями
9. Аресибо
  - Обсерватория Аресибо
10. Уравнение Дрейка и контакт
  - шансы возникновения другой техногенной цивилизации в нашей галактике; Уравнение Дрейка
11. Галактическая энциклопедия
  - гипотетическая энциклопедия других миров галактики
12. Дополнение к Космосу 10 лет спустя

### Эпизод 13: Кто отвечает за Землю? (Who Speaks for Earth?)
1. Вступление
2. Индейцы Тлинкиты и Ацтеки
  - Тлинкиты и их встреча с исследователем Жан-Франсуа де Лаперузом
  - Ацтеки и их уничтожение испанскими конкистадорами
3. Кто отвечает за Землю?
  - Рассказ Сагана, представленный как сон, о путешествии к далеким мирам и возвращении на Землю, уничтоженную ядерной войной
4. Ядерная война и ядерный паритет
  - Ядерный паритет на Земле
5. Александрийская библиотека
  - Разрушение Александрийской библиотеки...
6. Гипатия
  - ...и убийство Гипатии
7. Большой взрыв и материя жизни
  - Возникновение вселенной и благие намерения нашей цивилизации
8. Эволюция жизни
9. Звёздная материя
10. Что успело достичь человечество
11. Мы отвечаем за Землю
  - призыв Сагана ценить жизнь и продолжать исследование космоса
12. Дополнение к Космосу 10 лет спустя
  - Окончание предварительных исследований планет космическими аппаратами
  - Падение берлинской стены и завершение апартеида

## Сиквел
5 августа 2011 года, спустя более чем 30 лет с момента выхода сериала, было объявлено о планах по созданию продолжения, получившее название «Космос: пространство и время», в котором будут представлены научные открытия совершенные за этот период. Ведущим сиквела станет Нил Деграсс Тайсон, а продюсировать его будут вдова Сагана Энн Друян и Сет Макфарлейн. Изначально планировалось, что сериал будет транслироваться на телеканале FOX в 2013 году, однако позднее релиз был перенесен на 2014 год. Трансляция сериала началась 9 марта 2014 года на канале FOX.